# Pam Tillis
Pam Tillis (Plant City, 24 luglio 1957) è una cantante e attrice teatrale statunitense.

## Biografia
Figlia del cantante Mel Tillis, è cresciuta a Nashville, città in cui si è esibita all'età di otto anni (teatro Grand Ole Opry).
Ha avuto sei brani numeri uno nelle classifiche country music e nel 1994 è stata nominata dalla Country Music Association Voce Femminile dell'anno. Nel 1999, ha guadagnato un Grammy Award come migliore collaborazione vocale country.
Come attrice ha invece debuttato in spot pubblicitari per la televisione e sul palcoscenico di Jesus Christ Superstar nella Tennessee Repertory Production ed a Broadway in Smokey Joe's Cafè nelle stagioni dal 1995 al 2000.

## Hit singoli
La Billboard Music Charts - Top Ten country hits include:
- Don't Tell Me What to Do (1990)
- One of Those Things (1991)
- Maybe It Was Memphis (1991)
- Shake the Sugar Tree (1992)
- Let That Pony Run (1992)
- Spilled Perfume (1994)
- When You Walk in the Room (1994, remake del brano di Jackie DeShannon)
- Mi Vida Loca (My Crazy Life) (1994)
- In Between Dances (1995)
- Deep Down (1995)
- The River and the Highway (1996)
- All the Good Ones Are Gone (1997)

## Discografia

### Album studio
- Above and Beyond the Doll of Cutey (1983)
- Put Yourself in My Place (1991)
- Homeward Looking Angel (1992)
- Sweetheart's Dance (1994)
- All of This Love (1995)
- Every Time (1998)
- Thunder and Roses (2001)
- It's All Relative: Tillis Sings Tillis (2002)

### Album collaborativi
- Dos Divas (2013) - con Lorrie Morgan

### Album natalizi
- Just in Time for Christmas (2007)